# Lista över fornlämningar i Borlänge kommun
Lista över fornlämningar i Borlänge kommun är en förteckning av ett urval av de fornlämningar som finns i Borlänge kommun.

## Borlänge
| Namn                    | Lämningstyp  | Tillkomsttid | Historisk indelning | Plats | Läge                 | ID-nr          | Bild                                 |
| ----------------------- | ------------ | ------------ | ------------------- | ----- | -------------------- | -------------- | ------------------------------------ |
| Borganäs (Borlänge 1:2) | Borg         |              | Borlänge, Dalarna   |       | 60.496890, 15.450624 | 10234400010002 | Ladda upp en bild av detta fornminne |
| Borlänge 32:1           | Hög          |              | Borlänge, Dalarna   |       | 60.500284, 15.431875 | 10234400320001 | Ladda upp en bild av detta fornminne |
| Borlänge 51:1           | Hög          |              | Borlänge, Dalarna   |       | 60.534592, 15.382052 | 10234400510001 | Ladda upp en bild av detta fornminne |
| Borlänge 53:1           | Stensättning |              | Borlänge, Dalarna   |       | 60.526155, 15.391336 | 10234400530001 | Ladda upp en bild av detta fornminne |
| Borlänge 54:1           | Stensättning |              | Borlänge, Dalarna   |       | 60.526322, 15.390603 | 10234400540001 | Ladda upp en bild av detta fornminne |
| Borlänge 54:2           | Stensättning |              | Borlänge, Dalarna   |       | 60.526586, 15.390442 | 10234400540002 | Ladda upp en bild av detta fornminne |
| Borlänge 55:1           | Gravfält     |              | Borlänge, Dalarna   |       | 60.526737, 15.389253 | 10234400550001 | Ladda upp en bild av detta fornminne |

## Stora Tuna
| Namn                                         | Lämningstyp                      | Tillkomsttid | Historisk indelning | Plats | Läge                 | ID-nr          | Bild                                      |
| -------------------------------------------- | -------------------------------- | ------------ | ------------------- | ----- | -------------------- | -------------- | ----------------------------------------- |
| Nisstäktsfäbodarna (Stora Tuna 39:1)         | Fäbod                            |              | Stora Tuna, Dalarna |       | 60.355895, 15.414318 | 10237800390001 | Ladda upp en bild av detta fornminne      |
| Tomtbodarna (Stora Tuna 82:1)                | Fäbod                            |              | Stora Tuna, Dalarna |       | 60.376004, 15.466518 | 10237800820001 | Ladda upp en bild av detta fornminne      |
| Simsbodarna (Stora Tuna 83:1)                | Fäbod                            |              | Stora Tuna, Dalarna |       | 60.482168, 15.275276 | 10237800830001 | Ladda upp en bild av detta fornminne      |
| Långbrons fäbodar (Stora Tuna 86:1)          | Fäbod                            |              | Stora Tuna, Dalarna |       | 60.371096, 15.382710 | 10237800860001 | Ladda upp en bild av detta fornminne      |
| Stora Tuna 134:1                             | Stensättning                     |              | Stora Tuna, Dalarna |       | 60.465009, 15.543882 | 10237801340001 | Ladda upp en bild av detta fornminne      |
| Stora Tuna 140:1                             | Minnesmärke                      |              | Stora Tuna, Dalarna |       | 60.270677, 15.282559 | 10237801400001 | Ladda upp en till bild av detta fornminne |
| Knäppgrådaröset (Stora Tuna 165:1)           | Röse                             |              | Stora Tuna, Dalarna |       | 60.549464, 15.258434 | 10237801650001 | Ladda upp en bild av detta fornminne      |
| Stora Tuna 178:1                             | Gravfält                         |              | Stora Tuna, Dalarna |       | 60.452283, 15.492176 | 10237801780001 | Ladda upp en bild av detta fornminne      |
| Stora Tuna 258:1                             | Ristning, medeltid/historisk tid |              | Stora Tuna, Dalarna |       | 60.355771, 15.195788 | 10237802580001 | Ladda upp en bild av detta fornminne      |
| Stora Tuna 259:1                             | Ristning, medeltid/historisk tid |              | Stora Tuna, Dalarna |       | 60.352625, 15.192132 | 10237802590001 | Ladda upp en bild av detta fornminne      |
| Stora Tuna 260:1                             | Ristning, medeltid/historisk tid |              | Stora Tuna, Dalarna |       | 60.353486, 15.192115 | 10237802600001 | Ladda upp en bild av detta fornminne      |
| Stora Tuna 314:1                             | Stensättning                     |              | Stora Tuna, Dalarna |       | 60.427140, 15.543430 | 10237803140001 | Ladda upp en bild av detta fornminne      |
| Stora Tuna 361:1                             | Ristning, medeltid/historisk tid |              | Stora Tuna, Dalarna |       | 60.471604, 15.243702 | 10237803610001 | Ladda upp en bild av detta fornminne      |
| Dammsjö fäbodar (Stora Tuna 393:1)           | Fäbod                            |              | Stora Tuna, Dalarna |       | 60.368854, 15.403303 | 10237803930001 | Ladda upp en bild av detta fornminne      |
| Rönningsbodarna (Stora Tuna 398:1)           | Fäbod                            |              | Stora Tuna, Dalarna |       | 60.395704, 15.310174 | 10237803980001 | Ladda upp en bild av detta fornminne      |
| Frambodarna (Stora Tuna 399:1)               | Fäbod                            |              | Stora Tuna, Dalarna |       | 60.377189, 15.315925 | 10237803990001 | Ladda upp en bild av detta fornminne      |
| Stora Tuna 401:1                             | Ristning, medeltid/historisk tid |              | Stora Tuna, Dalarna |       | 60.338112, 15.478069 | 10237804010001 | Ladda upp en bild av detta fornminne      |
| Lambo fäbod (Stora Tuna 403:1)               | Fäbod                            |              | Stora Tuna, Dalarna |       | 60.321532, 15.481616 | 10237804030001 | Ladda upp en bild av detta fornminne      |
| Lisselbodarna (Stora Tuna 404:1)             | Fäbod                            |              | Stora Tuna, Dalarna |       | 60.325642, 15.494933 | 10237804040001 | Ladda upp en bild av detta fornminne      |
| Skomsarbodarna (Stora Tuna 429:1)            | Fäbod                            |              | Stora Tuna, Dalarna |       | 60.376631, 15.301980 | 10237804290001 | Ladda upp en bild av detta fornminne      |
| Sörbodarna (Stora Tuna 430:1)                | Fäbod                            |              | Stora Tuna, Dalarna |       | 60.375563, 15.305331 | 10237804300001 | Ladda upp en bild av detta fornminne      |
| Prostfäbodvallen (Stora Tuna 431:1)          | Fäbod                            |              | Stora Tuna, Dalarna |       | 60.383428, 15.286424 | 10237804310001 | Ladda upp en bild av detta fornminne      |
| Alderbäcksfäbodarna (Stora Tuna 432:1)       | Fäbod                            |              | Stora Tuna, Dalarna |       | 60.377539, 15.267188 | 10237804320001 | Ladda upp en bild av detta fornminne      |
| Forsbacka fäbodar (Stora Tuna 437:1)         | Fäbod                            |              | Stora Tuna, Dalarna |       | 60.353861, 15.268599 | 10237804370001 | Ladda upp en bild av detta fornminne      |
| Holmtjärn (Stora Tuna 438:1)                 | Fäbod                            |              | Stora Tuna, Dalarna |       | 60.352539, 15.269343 | 10237804380001 | Ladda upp en bild av detta fornminne      |
| Hedefäbodarna (Stora Tuna 439:1)             | Fäbod                            |              | Stora Tuna, Dalarna |       | 60.354444, 15.294915 | 10237804390001 | Ladda upp en bild av detta fornminne      |
| Stora Tuna 441:1                             | Kvarn                            |              | Stora Tuna, Dalarna |       | 60.347583, 15.302595 | 10237804410001 | Ladda upp en bild av detta fornminne      |
| Stora Tuna 445:1                             | Fäbod                            |              | Stora Tuna, Dalarna |       | 60.325107, 15.280939 | 10237804450001 | Ladda upp en bild av detta fornminne      |
| Holms fäbodar (Stora Tuna 447:1)             | Fäbod                            |              | Stora Tuna, Dalarna |       | 60.311758, 15.319625 | 10237804470001 | Ladda upp en bild av detta fornminne      |
| Mjälga fäbodar (Stora Tuna 451:1)            | Fäbod                            |              | Stora Tuna, Dalarna |       | 60.483564, 15.327608 | 10237804510001 | Ladda upp en bild av detta fornminne      |
| Ollesbodarna (Stora Tuna 453:1)              | Fäbod                            |              | Stora Tuna, Dalarna |       | 60.479401, 15.294721 | 10237804530001 | Ladda upp en bild av detta fornminne      |
| Mossbodarna (Stora Tuna 462:1)               | Fäbod                            |              | Stora Tuna, Dalarna |       | 60.453387, 15.273544 | 10237804620001 | Ladda upp en bild av detta fornminne      |
| Nordanåkersbodarna (Stora Tuna 463:1)        | Fäbod                            |              | Stora Tuna, Dalarna |       | 60.502939, 15.285600 | 10237804630001 | Ladda upp en bild av detta fornminne      |
| Ytter Morbygge fäbodar (Stora Tuna 465:1)    | Fäbod                            |              | Stora Tuna, Dalarna |       | 60.505051, 15.271808 | 10237804650001 | Ladda upp en bild av detta fornminne      |
| Länsdamms fäbodar (Stora Tuna 466:1)         | Fäbod                            |              | Stora Tuna, Dalarna |       | 60.503541, 15.272472 | 10237804660001 | Ladda upp en bild av detta fornminne      |
| Tjärnbygge fäbodar (Stora Tuna 467:1)        | Fäbod                            |              | Stora Tuna, Dalarna |       | 60.493917, 15.281828 | 10237804670001 | Ladda upp en bild av detta fornminne      |
| Vilsten (Stora Tuna 469:1)                   | Ristning, medeltid/historisk tid |              | Stora Tuna, Dalarna |       | 60.481332, 15.352847 | 10237804690001 | Ladda upp en bild av detta fornminne      |
| Forsbygge fäbodar (Stora Tuna 470:1)         | Fäbod                            |              | Stora Tuna, Dalarna |       | 60.500820, 15.305365 | 10237804700001 | Ladda upp en bild av detta fornminne      |
| Åkersmyra fäbodar (Stora Tuna 471:1)         | Fäbod                            |              | Stora Tuna, Dalarna |       | 60.497040, 15.294440 | 10237804710001 | Ladda upp en bild av detta fornminne      |
| Halla fäbodar (Stora Tuna 474:1)             | Fäbod                            |              | Stora Tuna, Dalarna |       | 60.470668, 15.290865 | 10237804740001 | Ladda upp en bild av detta fornminne      |
| Halla fäbodar (Stora Tuna 474:2)             | Fäbod                            |              | Stora Tuna, Dalarna |       | 60.469824, 15.288867 | 10237804740002 | Ladda upp en bild av detta fornminne      |
| Märrhålet (Stora Tuna 475:1)                 | Fäbod                            |              | Stora Tuna, Dalarna |       | 60.499459, 15.273619 | 10237804750001 | Ladda upp en bild av detta fornminne      |
| Masvallen (Stora Tuna 495:1)                 | Fäbod                            |              | Stora Tuna, Dalarna |       | 60.579430, 15.293745 | 10237804950001 | Ladda upp en bild av detta fornminne      |
| Gåstjärnsbergets fäbodar (Stora Tuna 540:1)  | Fäbod                            |              | Stora Tuna, Dalarna |       | 60.285861, 15.411301 | 10237805400001 | Ladda upp en bild av detta fornminne      |
| Hyttings fäbodar (Stora Tuna 556:1)          | Fäbod                            |              | Stora Tuna, Dalarna |       | 60.420912, 15.261850 | 10237805560001 | Ladda upp en bild av detta fornminne      |
| Fäbodvallen (Stora Tuna 559:1)               | Fäbod                            |              | Stora Tuna, Dalarna |       | 60.556803, 15.343865 | 10237805590001 | Ladda upp en bild av detta fornminne      |
| Frostbofäbodarna (Stora Tuna 565:1)          | Fäbod                            |              | Stora Tuna, Dalarna |       | 60.398031, 15.331449 | 10237805650001 | Ladda upp en bild av detta fornminne      |
| Övermora fäbodar (Stora Tuna 569:1)          | Fäbod                            |              | Stora Tuna, Dalarna |       | 60.567128, 15.337555 | 10237805690001 | Ladda upp en bild av detta fornminne      |
| Trollbodarna (Stora Tuna 572:1)              | Fäbod                            |              | Stora Tuna, Dalarna |       | 60.549949, 15.348944 | 10237805720001 | Ladda upp en bild av detta fornminne      |
| Stora Tuna 574:1                             | Ristning, medeltid/historisk tid |              | Stora Tuna, Dalarna |       | 60.364630, 15.374004 | 10237805740001 | Ladda upp en bild av detta fornminne      |
| Stora Tuna 574:2                             | Ristning, medeltid/historisk tid |              | Stora Tuna, Dalarna |       | 60.364526, 15.373979 | 10237805740002 | Ladda upp en bild av detta fornminne      |
| Stora Tuna 578:1                             | Ristning, medeltid/historisk tid |              | Stora Tuna, Dalarna |       | 60.384012, 15.442078 | 10237805780001 | Ladda upp en bild av detta fornminne      |
| Stora Tuna 583:1                             | Ristning, medeltid/historisk tid |              | Stora Tuna, Dalarna |       | 60.394998, 15.293094 | 10237805830001 | Ladda upp en bild av detta fornminne      |
| Stora Tuna 586:1                             | Ristning, medeltid/historisk tid |              | Stora Tuna, Dalarna |       | 60.354120, 15.345259 | 10237805860001 | Ladda upp en bild av detta fornminne      |
| Stora Tuna 586:2                             | Ristning, medeltid/historisk tid |              | Stora Tuna, Dalarna |       | 60.353907, 15.344804 | 10237805860002 | Ladda upp en bild av detta fornminne      |
| Stora Tuna 586:3                             | Ristning, medeltid/historisk tid |              | Stora Tuna, Dalarna |       | 60.353804, 15.344862 | 10237805860003 | Ladda upp en bild av detta fornminne      |
| Alderbäcksfäbodarna (Stora Tuna 606:1)       | Fäbod                            |              | Stora Tuna, Dalarna |       | 60.375559, 15.266191 | 10237806060001 | Ladda upp en bild av detta fornminne      |
| Gatugårdsbodarna (Stora Tuna 609:1)          | Fäbod                            |              | Stora Tuna, Dalarna |       | 60.382138, 15.468594 | 10237806090001 | Ladda upp en bild av detta fornminne      |
| Danielsbodarna (Stora Tuna 610:1)            | Fäbod                            |              | Stora Tuna, Dalarna |       | 60.376098, 15.453381 | 10237806100001 | Ladda upp en bild av detta fornminne      |
| Skrasselbo fäbodar (Stora Tuna 611:1)        | Fäbod                            |              | Stora Tuna, Dalarna |       | 60.381690, 15.455624 | 10237806110001 | Ladda upp en bild av detta fornminne      |
| Abborrbodarna (Stora Tuna 612:1)             | Fäbod                            |              | Stora Tuna, Dalarna |       | 60.377974, 15.431445 | 10237806120001 | Ladda upp en bild av detta fornminne      |
| Mångsbodarna (Stora Tuna 615:1)              | Fäbod                            |              | Stora Tuna, Dalarna |       | 60.363920, 15.368358 | 10237806150001 | Ladda upp en bild av detta fornminne      |
| Korphålet (Stora Tuna 616:1)                 | Fäbod                            |              | Stora Tuna, Dalarna |       | 60.344569, 15.358950 | 10237806160001 | Ladda upp en bild av detta fornminne      |
| Stor-Persbodarna (Stora Tuna 617:1)          | Fäbod                            |              | Stora Tuna, Dalarna |       | 60.350711, 15.357587 | 10237806170001 | Ladda upp en bild av detta fornminne      |
| Stor-Persbodarna (Stora Tuna 617:2)          | Fäbod                            |              | Stora Tuna, Dalarna |       | 60.349713, 15.354819 | 10237806170002 | Ladda upp en bild av detta fornminne      |
| Klockarbodarna (Stora Tuna 618:1)            | Lägenhetsbebyggelse              |              | Stora Tuna, Dalarna |       | 60.354420, 15.353567 | 10237806180001 | Ladda upp en bild av detta fornminne      |
| Tunkarlbodarna (Stora Tuna 619:1)            | Fäbod                            |              | Stora Tuna, Dalarna |       | 60.343682, 15.349124 | 10237806190001 | Ladda upp en bild av detta fornminne      |
| Svärdsjöbodarna (Stora Tuna 620:1)           | Fäbod                            |              | Stora Tuna, Dalarna |       | 60.313150, 15.297744 | 10237806200001 | Ladda upp en bild av detta fornminne      |
| Täktbodarna (Stora Tuna 621:1)               | Fäbod                            |              | Stora Tuna, Dalarna |       | 60.339147, 15.285091 | 10237806210001 | Ladda upp en bild av detta fornminne      |
| Täktbodarna (Stora Tuna 621:2)               | Fäbod                            |              | Stora Tuna, Dalarna |       | 60.339992, 15.287119 | 10237806210002 | Ladda upp en bild av detta fornminne      |
| Dalsjöbons fäbodar (Stora Tuna 622:1)        | Fäbod                            |              | Stora Tuna, Dalarna |       | 60.365379, 15.277958 | 10237806220001 | Ladda upp en bild av detta fornminne      |
| Dragsbergsfäbodarna (Stora Tuna 635:1)       | Fäbod                            |              | Stora Tuna, Dalarna |       | 60.386226, 15.121895 | 10237806350001 | Ladda upp en bild av detta fornminne      |
| Gomsfäbodarna (Stora Tuna 636:1)             | Fäbod                            |              | Stora Tuna, Dalarna |       | 60.357459, 15.160051 | 10237806360001 | Ladda upp en bild av detta fornminne      |
| Gomsfäbodarna (Stora Tuna 636:2)             | Fäbod                            |              | Stora Tuna, Dalarna |       | 60.355891, 15.157942 | 10237806360002 | Ladda upp en bild av detta fornminne      |
| Långhagsfäbodarna (Stora Tuna 638:1)         | Fäbod                            |              | Stora Tuna, Dalarna |       | 60.358327, 15.186241 | 10237806380001 | Ladda upp en bild av detta fornminne      |
| Stora Tuna 640:1                             | Ristning, medeltid/historisk tid |              | Stora Tuna, Dalarna |       | 60.345388, 15.252118 | 10237806400001 | Ladda upp en bild av detta fornminne      |
| Sör Amsbergs fäbodar (Stora Tuna 687:1)      | Fäbod                            |              | Stora Tuna, Dalarna |       | 60.494917, 15.223229 | 10237806870001 | Ladda upp en bild av detta fornminne      |
| Gerusbodarna (Stora Tuna 688:1)              | Fäbod                            |              | Stora Tuna, Dalarna |       | 60.493431, 15.249700 | 10237806880001 | Ladda upp en bild av detta fornminne      |
| Gerusbodarna (Stora Tuna 688:2)              | Fäbod                            |              | Stora Tuna, Dalarna |       | 60.494673, 15.254712 | 10237806880002 | Ladda upp en bild av detta fornminne      |
| Snickarbodarna (Stora Tuna 691:1)            | Fäbod                            |              | Stora Tuna, Dalarna |       | 60.479363, 15.247759 | 10237806910001 | Ladda upp en bild av detta fornminne      |
| Jonkbodarna (Stora Tuna 692:1)               | Fäbod                            |              | Stora Tuna, Dalarna |       | 60.455240, 15.195158 | 10237806920001 | Ladda upp en bild av detta fornminne      |
| Noran (Stora Tuna 693:1)                     | Lägenhetsbebyggelse              |              | Stora Tuna, Dalarna |       | 60.459443, 15.163812 | 10237806930001 | Ladda upp en bild av detta fornminne      |
| Kölnäs fäbod (Stora Tuna 695:1)              | Fäbod                            |              | Stora Tuna, Dalarna |       | 60.440853, 15.165696 | 10237806950001 | Ladda upp en bild av detta fornminne      |
| Backnora (Stora Tuna 696:1)                  | Fäbod                            |              | Stora Tuna, Dalarna |       | 60.431874, 15.176435 | 10237806960001 | Ladda upp en bild av detta fornminne      |
| Backnora (Stora Tuna 696:2)                  | Fäbod                            |              | Stora Tuna, Dalarna |       | 60.433588, 15.174756 | 10237806960002 | Ladda upp en bild av detta fornminne      |
| Lissel Noran (Stora Tuna 697:1)              | Fäbod                            |              | Stora Tuna, Dalarna |       | 60.446615, 15.143408 | 10237806970001 | Ladda upp en bild av detta fornminne      |
| Älbergets fäbod (Stora Tuna 699:1)           | Fäbod                            |              | Stora Tuna, Dalarna |       | 60.426917, 15.138606 | 10237806990001 | Ladda upp en bild av detta fornminne      |
| Gamla Idkerbergsfäbodarna (Stora Tuna 702:1) | Fäbod                            |              | Stora Tuna, Dalarna |       | 60.378772, 15.208862 | 10237807020001 | Ladda upp en bild av detta fornminne      |
| Prysstäktens fäbodar (Stora Tuna 703:1)      | Fäbod                            |              | Stora Tuna, Dalarna |       | 60.381129, 15.206477 | 10237807030001 | Ladda upp en bild av detta fornminne      |
| Gyllfäbodarna (Stora Tuna 704:1)             | Fäbod                            |              | Stora Tuna, Dalarna |       | 60.404869, 15.181429 | 10237807040001 | Ladda upp en bild av detta fornminne      |
| Svartå fäbodar (Stora Tuna 705:1)            | Fäbod                            |              | Stora Tuna, Dalarna |       | 60.416080, 15.215344 | 10237807050001 | Ladda upp en bild av detta fornminne      |
| Smeds fäbodar (Stora Tuna 707:1)             | Fäbod                            |              | Stora Tuna, Dalarna |       | 60.413634, 15.227817 | 10237807070001 | Ladda upp en bild av detta fornminne      |
| Hols fäbodar (Stora Tuna 708:1)              | Fäbod                            |              | Stora Tuna, Dalarna |       | 60.393361, 15.232163 | 10237807080001 | Ladda upp en bild av detta fornminne      |
| Stora Tuna 709:1                             | Fäbod                            |              | Stora Tuna, Dalarna |       | 60.395393, 15.234348 | 10237807090001 | Ladda upp en bild av detta fornminne      |
| Nya Idkerbergsfäbodarna (Stora Tuna 710:1)   | Fäbod                            |              | Stora Tuna, Dalarna |       | 60.376109, 15.200447 | 10237807100001 | Ladda upp en bild av detta fornminne      |
| Stora Tuna 711:1                             | Kvarn                            |              | Stora Tuna, Dalarna |       | 60.315165, 15.258445 | 10237807110001 | Ladda upp en bild av detta fornminne      |
| Stora Sångsfäbodarna (Stora Tuna 712:1)      | Fäbod                            |              | Stora Tuna, Dalarna |       | 60.316701, 15.252006 | 10237807120001 | Ladda upp en bild av detta fornminne      |
| Smälla fäbodar (Stora Tuna 719:1)            | Fäbod                            |              | Stora Tuna, Dalarna |       | 60.364260, 15.228147 | 10237807190001 | Ladda upp en bild av detta fornminne      |
| Åkre fäbodar (Stora Tuna 721:1)              | Fäbod                            |              | Stora Tuna, Dalarna |       | 60.363016, 15.222915 | 10237807210001 | Ladda upp en bild av detta fornminne      |
| Långsjö fäbodar (Stora Tuna 729:1)           | Fäbod                            |              | Stora Tuna, Dalarna |       | 60.329948, 15.205293 | 10237807290001 | Ladda upp en bild av detta fornminne      |
| Gamla Spånsfäbodarna (Stora Tuna 730:1)      | Fäbod                            |              | Stora Tuna, Dalarna |       | 60.365676, 15.123019 | 10237807300001 | Ladda upp en bild av detta fornminne      |
| Åselbyfäbodarna (Stora Tuna 733:1)           | Fäbod                            |              | Stora Tuna, Dalarna |       | 60.401038, 15.219325 | 10237807330001 | Ladda upp en bild av detta fornminne      |
| Kans fäbodar (Stora Tuna 758:1)              | Fäbod                            |              | Stora Tuna, Dalarna |       | 60.476449, 15.255835 | 10237807580001 | Ladda upp en bild av detta fornminne      |
| Frans fäbodar (Stora Tuna 759:1)             | Fäbod                            |              | Stora Tuna, Dalarna |       | 60.476612, 15.220774 | 10237807590001 | Ladda upp en bild av detta fornminne      |
| Asplunds fäbodar (Stora Tuna 761:1)          | Fäbod                            |              | Stora Tuna, Dalarna |       | 60.443810, 15.218868 | 10237807610001 | Ladda upp en bild av detta fornminne      |
| Linds fäbodar (Stora Tuna 762:1)             | Fäbod                            |              | Stora Tuna, Dalarna |       | 60.419139, 15.200110 | 10237807620001 | Ladda upp en bild av detta fornminne      |
| Trons fäbodar, Mjälga (Stora Tuna 763:1)     | Fäbod                            |              | Stora Tuna, Dalarna |       | 60.461167, 15.258488 | 10237807630001 | Ladda upp en bild av detta fornminne      |
| Stora Tuna 765:1                             | Kvarn                            |              | Stora Tuna, Dalarna |       | 60.527186, 15.251749 | 10237807650001 | Ladda upp en bild av detta fornminne      |
| Belbodarna (Stora Tuna 776:1)                | Fäbod                            |              | Stora Tuna, Dalarna |       | 60.634151, 15.334698 | 10237807760001 | Ladda upp en bild av detta fornminne      |
| Sildersbodarna (Stora Tuna 783:1)            | Fäbod                            |              | Stora Tuna, Dalarna |       | 60.598467, 15.320824 | 10237807830001 | Ladda upp en bild av detta fornminne      |
| Jönsbodarna (Stora Tuna 785:1)               | Fäbod                            |              | Stora Tuna, Dalarna |       | 60.608051, 15.356325 | 10237807850001 | Ladda upp en bild av detta fornminne      |
| Finnhytte fäbodar (Stora Tuna 787:1)         | Fäbod                            |              | Stora Tuna, Dalarna |       | 60.610197, 15.334830 | 10237807870001 | Ladda upp en bild av detta fornminne      |
| Motbodarna (Stora Tuna 788:1)                | Fäbod                            |              | Stora Tuna, Dalarna |       | 60.602850, 15.289328 | 10237807880001 | Ladda upp en bild av detta fornminne      |
| Rullbodarna (Stora Tuna 796:1)               | Fäbod                            |              | Stora Tuna, Dalarna |       | 60.606121, 15.325774 | 10237807960001 | Ladda upp en bild av detta fornminne      |
| Stora Tuna 817:1                             | Gravfält                         |              | Stora Tuna, Dalarna |       | 60.421914, 15.529722 | 10237808170001 | Ladda upp en bild av detta fornminne      |
| Stora Tuna 820:1                             | Ristning, medeltid/historisk tid |              | Stora Tuna, Dalarna |       | 60.441379, 15.218108 | 10237808200001 | Ladda upp en bild av detta fornminne      |
| Stora Tuna 873                               | Husgrund, historisk tid          |              | Stora Tuna, Dalarna |       | 60.512302, 15.238935 | 12000000025406 | Ladda upp en bild av detta fornminne      |
| Stora Tuna 897                               | Husgrund, historisk tid          |              | Stora Tuna, Dalarna |       | 60.510718, 15.277316 | 12000000026064 | Ladda upp en bild av detta fornminne      |
| Stora Tuna 904                               | Husgrund, historisk tid          |              | Stora Tuna, Dalarna |       | 60.514506, 15.288778 | 12000000026071 | Ladda upp en bild av detta fornminne      |
| Stora Tuna 920                               | Husgrund, historisk tid          |              | Stora Tuna, Dalarna |       | 60.511826, 15.315871 | 12000000026264 | Ladda upp en bild av detta fornminne      |
| Stora Tuna 934                               | Husgrund, historisk tid          |              | Stora Tuna, Dalarna |       | 60.515237, 15.241214 | 12000000026931 | Ladda upp en bild av detta fornminne      |
| Stora Tuna 948                               | Husgrund, historisk tid          |              | Stora Tuna, Dalarna |       | 60.509649, 15.235578 | 12000000026945 | Ladda upp en bild av detta fornminne      |
| Stora Tuna 1015                              | Ristning, medeltid/historisk tid |              | Stora Tuna, Dalarna |       | 60.413774, 15.224862 | 12000000111788 | Ladda upp en bild av detta fornminne      |
| Gästgivarbodarna (Gagnef 193:1)              | Fäbod                            |              | Stora Tuna, Dalarna |       | 60.474926, 15.175803 | 10235001930001 | Ladda upp en bild av detta fornminne      |

## Torsång
| Namn                          | Lämningstyp                      | Tillkomsttid | Historisk indelning | Plats | Läge                 | ID-nr          | Bild                                 |
| ----------------------------- | -------------------------------- | ------------ | ------------------- | ----- | -------------------- | -------------- | ------------------------------------ |
| Skålängsbacke (Torsång 4:1)   | Stensättning                     |              | Torsång, Dalarna    |       | 60.506284, 15.565293 | 10238600040001 | Ladda upp en bild av detta fornminne |
| Torsång 6:1                   | Gravfält                         |              | Torsång, Dalarna    |       | 60.501003, 15.567625 | 10238600060001 | Ladda upp en bild av detta fornminne |
| Torsång 10:1                  | Stensättning                     |              | Torsång, Dalarna    |       | 60.503656, 15.585606 | 10238600100001 | Ladda upp en bild av detta fornminne |
| Torsång 11:1                  | Gravfält                         |              | Torsång, Dalarna    |       | 60.507998, 15.568179 | 10238600110001 | Ladda upp en bild av detta fornminne |
| Torsång 18:1                  | Stensättning                     |              | Torsång, Dalarna    |       | 60.503729, 15.567414 | 10238600180001 | Ladda upp en bild av detta fornminne |
| Torsång 19:1                  | Stensättning                     |              | Torsång, Dalarna    |       | 60.510463, 15.549088 | 10238600190001 | Ladda upp en bild av detta fornminne |
| Torsång 25:1                  | Stensättning                     |              | Torsång, Dalarna    |       | 60.468917, 15.563310 | 10238600250001 | Ladda upp en bild av detta fornminne |
| Torsång 26:1                  | Gravfält                         |              | Torsång, Dalarna    |       | 60.464522, 15.572914 | 10238600260001 | Ladda upp en bild av detta fornminne |
| Torsång 27:1                  | Hög                              |              | Torsång, Dalarna    |       | 60.462574, 15.574221 | 10238600270001 | Ladda upp en bild av detta fornminne |
| " Digerholen " (Torsång 30:1) | Stensättning                     |              | Torsång, Dalarna    |       | 60.471961, 15.581995 | 10238600300001 | Ladda upp en bild av detta fornminne |
| Torsång 33:1                  | Stensättning                     |              | Torsång, Dalarna    |       | 60.486427, 15.623156 | 10238600330001 | Ladda upp en bild av detta fornminne |
| Torsång 35:1                  | Röse                             |              | Torsång, Dalarna    |       | 60.497232, 15.616090 | 10238600350001 | Ladda upp en bild av detta fornminne |
| Torsång 36:1                  | Röse                             |              | Torsång, Dalarna    |       | 60.518443, 15.640269 | 10238600360001 | Ladda upp en bild av detta fornminne |
| Torsång 48:1                  | Stensättning                     |              | Torsång, Dalarna    |       | 60.481191, 15.564625 | 10238600480001 | Ladda upp en bild av detta fornminne |
| Torsång 51:1                  | Stensättning                     |              | Torsång, Dalarna    |       | 60.476529, 15.577554 | 10238600510001 | Ladda upp en bild av detta fornminne |
| Torsång 56:1                  | Gravfält                         |              | Torsång, Dalarna    |       | 60.474332, 15.576031 | 10238600560001 | Ladda upp en bild av detta fornminne |
| Torsång 57:1                  | Stensättning                     |              | Torsång, Dalarna    |       | 60.475187, 15.575032 | 10238600570001 | Ladda upp en bild av detta fornminne |
| Torsång 57:2                  | Stensättning                     |              | Torsång, Dalarna    |       | 60.475166, 15.575239 | 10238600570002 | Ladda upp en bild av detta fornminne |
| Torsång 60:1                  | Stensättning                     |              | Torsång, Dalarna    |       | 60.473107, 15.576952 | 10238600600001 | Ladda upp en bild av detta fornminne |
| Torsång 60:2                  | Stensättning                     |              | Torsång, Dalarna    |       | 60.473023, 15.576964 | 10238600600002 | Ladda upp en bild av detta fornminne |
| Torsång 60:3                  | Stensättning                     |              | Torsång, Dalarna    |       | 60.472664, 15.576761 | 10238600600003 | Ladda upp en bild av detta fornminne |
| Torsång 61:1                  | Hög                              |              | Torsång, Dalarna    |       | 60.484009, 15.575160 | 10238600610001 | Ladda upp en bild av detta fornminne |
| Torsång 82:1                  | Röse                             |              | Torsång, Dalarna    |       | 60.447682, 15.630861 | 10238600820001 | Ladda upp en bild av detta fornminne |
| Tomt (Torsång 89:1)           | Ristning, medeltid/historisk tid |              | Torsång, Dalarna    |       | 60.463849, 15.570487 | 10238600890001 | Ladda upp en bild av detta fornminne |
| Torsång 146:1                 | Stensättning                     |              | Torsång, Dalarna    |       | 60.503071, 15.594564 | 10238601460001 | Ladda upp en bild av detta fornminne |